# Сан Роко (Виченца)
Сан Роко је насеље у Италији у округу Виченца, региону Венето.
Према процени из 2011. у насељу је живело 93 становника. Насеље се налази на надморској висини од 394 м.